# Кримінальний кодекс Куби
Кримінальний кодекс Куби (ісп. Código Penal de Cuba, Ley No. 62, Código Penal) — основне джерело кримінального права Куби. Був прийнятий Парламентом Куби 29 грудня 1987 року і набув чинності 30 квітня 1988 року. Кодекс діяв (був чинним) до 30 листопада 2022 року.
15 травня 2022 року Національна асамблея народної влади Куби прийняла новий Кримінальний кодекс (Ley 151/2022 “Código Penal”, Identificador de norma: GOC-2022-861-O93), який був опублікований у Офіційній газеті (Офіційному віснику Республіки Куба) 1 вересня 2022 року. Згідно з перехідними положеннями, новий КК Куби набуде чинності через 90 днів з моменту офіційної публікації (тобто від 1 грудня 2022).